# Rödermark
Rödermark ist eine Stadt im Landkreis Offenbach, südöstlich von Frankfurt am Main und nordöstlich von Darmstadt auf dem 50. Breitengrad.

## Geographie

### Geographische Lage
Die Stadt liegt zum größten Teil im Messeler Hügelland, einem leicht hügeligen Teil der Untermainebene. Die Höhenunterschiede sind gering, sie reichen von rund 130 Meter über Normalnull in den Rodau-Auen östlich von Ober-Roden bis rund 200 Meter über Normalnull auf der Bulau. Rödermark ist von Grünzügen umgeben, die sich hauptsächlich im Gebiet der Rodau befinden. Die Rodau quert das Stadtgebiet von West nach Ost. Die nördlichen Siedlungsgebiete Bulau, Messenhausen und Waldacker haben vorwiegend Wohnfunktionen, während die Hauptorte Ober-Roden und Urberach eine vollständige Infrastruktur bieten. Die nächsten Autobahnanschlüsse sind zehn Kilometer entfernt, der Frankfurter Flughafen etwa 25 Kilometer. Rödermark liegt im Gebiet des Rhein-Main-Verkehrsverbundes und ist aufgrund der günstigen Lage des Bahnhofes Ober-Roden Endstation der S-Bahn-Linie S1 und Station der RMV-Linie 61 (Dreieichbahn).
Rödermark liegt exakt in der Mitte zwischen den Städten Frankfurt, Darmstadt und Aschaffenburg. Der 50. Breitengrad verläuft im Norden des Stadtgebietes durch die Siedlung Waldacker. Östlich von Waldacker, nahe dem Vereinsgelände des örtlichen Tennisclubs, wurde an dem in Richtung Rodgau verlaufenden Radweg dazu von der Stadtverwaltung eigens eine Erinnerungs-Anlage errichtet, die an den 50. Breitengrad an genau dieser Stelle, sowie an „Siedlungsspuren der Jahrtausende in der Landschaft“, d. h. auf archäologische Funde aus der Gegend, aufmerksam macht.

### Nachbargemeinden
Rödermark grenzt im Norden an die Stadt Dietzenbach, im Osten an die Stadt Rodgau, im Süden an die Gemeinden Eppertshausen und Messel (beide Landkreis Darmstadt-Dieburg), sowie im Westen an die Stadt Dreieich.

### Stadtgliederung
Rödermark besteht aus den fünf Stadtteilen Messenhausen mit 821 Einwohnern, Ober-Roden mit 13.782 Einwohnern, Urberach mit 12.323 Einwohnern, Waldacker mit 3.067 Einwohnern und Bulau mit 82 Einwohnern (Stand: 31. Dezember 2023).

## Geschichte

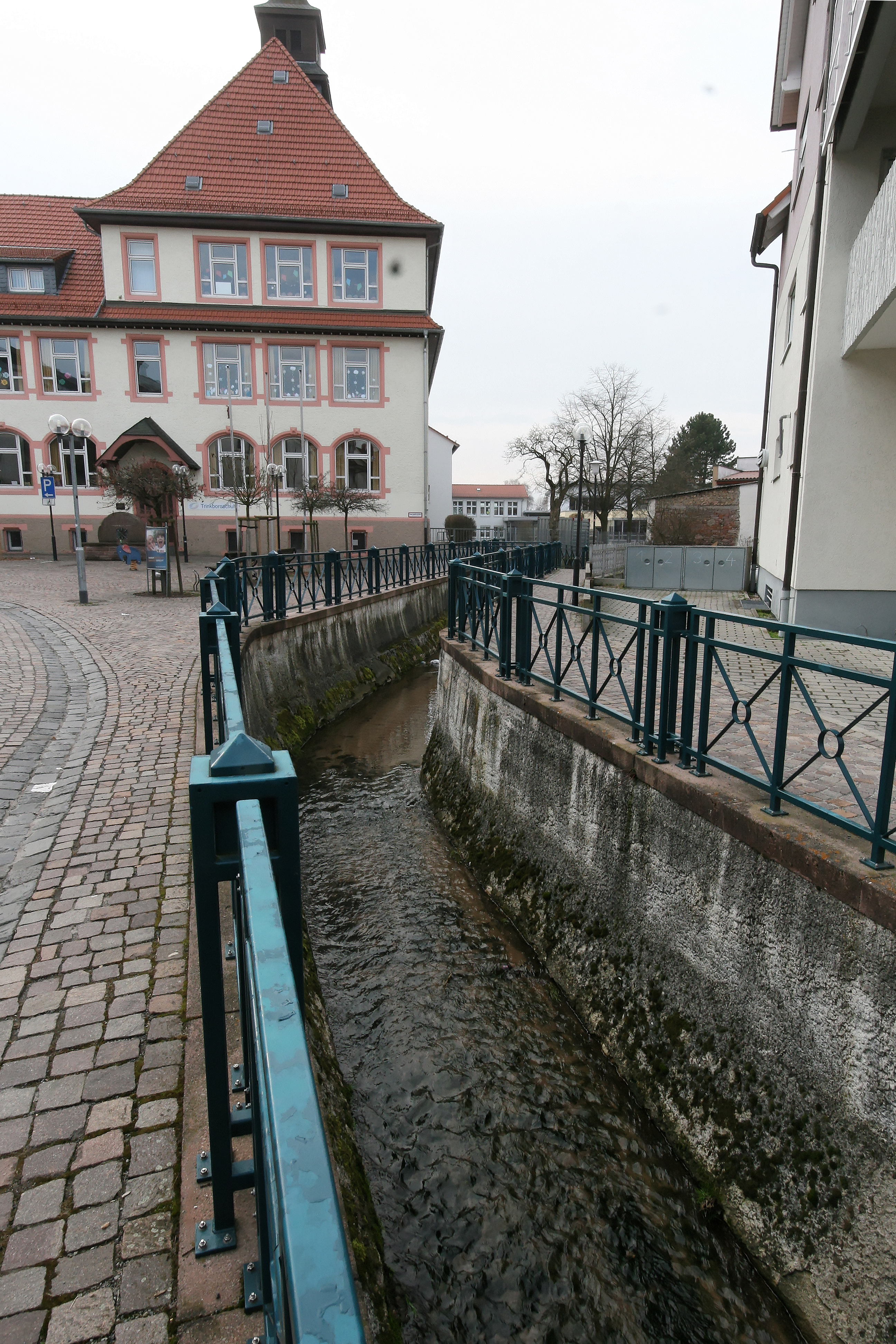
Die Rodau verläuft in Ober-Roden unmittelbar neben der Trinkbornschule

### Gemeindebildung
Die Gemeinde Rödermark entstand am 1. Januar 1977 im Zuge der Gebietsreform in Hessen per Gesetz durch Zusammenschluss der Gemeinden Ober-Roden und Urberach. Beide Gründungsgemeinden gehörten zum Landkreis Dieburg und kamen mit der Gründung der Gemeinde Rödermark zum Landkreis Offenbach. Ortsbezirke wurden in Rödermark nicht gebildet. Am 23. August 1980 bekam Rödermark offiziell die Stadtrechte verliehen. Der Name geht auf eine spätmittelalterliche Waldmarkgenossenschaft (marca raodora) Rödermark zurück.

### Einwohnerentwicklung
(jeweils zum 31. Dezember)
- 1998: 25.787
- 1999: 25.814
- 2000: 26.049
- 2001: 26.126
- 2002: 26.285
- 2003: 26.289
- 2004: 28.189
- 2005: 28.107
- 2006: 26.161
- 30. Juni 2007: 27.889
- 2008: 27.858, davon 12.676 in Ober-Roden, 11.528 in Urberach, 2.864 in Waldacker und 790 in Messenhausen, davon sind 14.190 Frauen (50,97 %) und 13.668 Männer (49,06 %); 2.982 Ausländer (10,7 %)
- 2011: 26.297
- 2012: 27.805, davon 12.610 in Ober-Roden, 11.408 in Urberach, 2.912 in Waldacker und 777 in Messenhausen, davon sind 3.037 Ausländer (10,92 %)
- 2013: 26.494, davon 12.542 in Ober-Roden, 11.485 in Urberach, 2.944 in Waldacker und 747 in Messenhausen und 99 auf der Bulau
- 2015: 27.242
- 2016: 27.579

### Geschichte von Ober-Roden
Mit einiger Wahrscheinlichkeit gab es früher im Ort ein Nonnenkloster (Kloster Rotaha), welches von Äbtissin Aba 786 dem Kloster Lorsch unterstellt wurde. Ein endgültiger Beweis hierfür fehlt allerdings noch. Die Siedlung Rotaha wurde 790 erstmals in einer Schenkung an das Kloster Lorsch erwähnt. Aber auch am 22. April 791 schenkte ein fränkischer Adliger namens Erlulf seinen gesamten Besitz in Ober-Roden, Nieder-Roden und Bieber dem Kloster Lorsch.
Die Gemeinde hatte 1939 3608 Einwohner. 1957 beschloss Messenhausen den Anschluss an Ober-Roden, nachdem es bereits seit 1821 der Bürgermeisterei angeschlossen war, aber einen eigenen Gemeindehaushalt behielt.

### Geschichte von Urberach
Der Ort wurde 1275 als Orbruch erstmals urkundlich erwähnt. Kurmainz erwarb im Spätmittelalter die Hoheit über Urberach, das Dorf gehörte zum mainzischen Amt Dieburg.
Die Einwohnerzahl stieg von 1488 Einwohnern 1861 auf 2807 im Jahr 1939 und 9558 Einwohner 1978.

### Geschichte von Messenhausen
Das Dorf wurde 1282 erstmals erwähnt. 1821 wurde Messenhausen der Bürgermeisterei Ober-Roden angeschlossen, behielt aber bis 1957 einen eigenen Gemeindehaushalt. 1957 schloss sich der Ort Ober-Roden an. Messenhausen hatte 1829 80 Einwohner und 1978 605 Einwohner.

### Geschichte von Waldacker
Waldacker wurde in den 1930er-Jahren besiedelt und gehört seit der Gebietsreform im Jahre 1977 zu Rödermark.

### Geschichte der Bulau
Die Wohnsiedlung diente ursprünglich der Unterbringung von Arbeitern der seit 1940 in Urberach ansässigen Fabrik Telefonbau & Normalzeit.

## Religionen

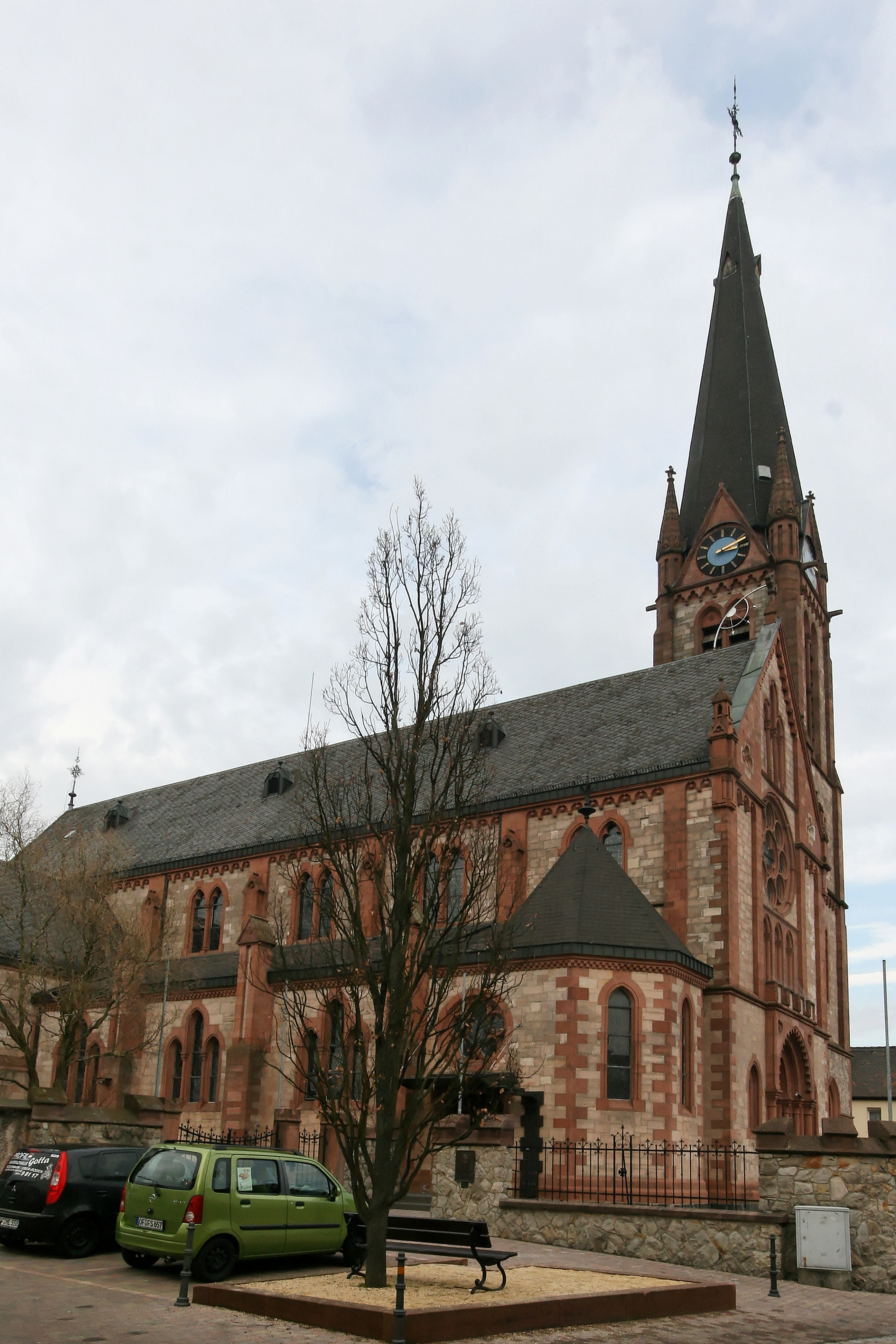
Katholische Kirche St. Nazarius

Rödermark war katholisch geprägt. Die Zuwanderung in der zweiten Hälfte des 20. Jahrhunderts hat jedoch viele evangelische Christen in die Stadt gebracht. Es gibt vier christliche Kirchengemeinden:
- Katholische Kirchengemeinde St. Nazarius Ober-Roden
- Katholische Kirchengemeinde St. Gallus Urberach
- Evangelische Kirchengemeinde Rödermark
(2025 fusioniert aus Evangelische Petrusgemeinde Urberach und Evangelische Kirchengemeinde Ober-Roden)[7]
- Freie Evangelische Gemeinde Rödermark

Das älteste Gotteshaus in Rödermark ist die Dreifaltigkeitskapelle am Ortseingang von Messenhausen (Baujahr 1820).
Seit 2007 gibt es in Rödermark eine Weidenkirche, die von allen vier christlichen Gemeinden als ökumenisches Projekt ins Leben gerufen wurde und gemeinschaftlich gepflegt und genutzt wird.

## Politik

### Stadtverordnetenversammlung
Die Kommunalwahl am 14. März 2021 lieferte folgendes Ergebnis, in Vergleich gesetzt zu früheren Kommunalwahlen:
| Sitzverteilung in der Stadtverordnetenversammlung 2021Insgesamt 39 Sitze - SPD: 5 - AL/GRÜNE: 13 - FDP: 3 - FW: 4 - CDU: 13 - AfD: 1 | Parteien und Wählergemeinschaften | Parteien und Wählergemeinschaften           | % 2021 | Sitze 2021 | % 2016 | Sitze 2016 | % 2011 | Sitze 2011 | % 2006 | Sitze 2006 | % 2001 | Sitze 2001 |
| Sitzverteilung in der Stadtverordnetenversammlung 2021Insgesamt 39 Sitze - SPD: 5 - AL/GRÜNE: 13 - FDP: 3 - FW: 4 - CDU: 13 - AfD: 1 | CDU                               | Christlich Demokratische Union Deutschlands | 33,7   | 13         | 39,5   | 15         | 41,0   | 16         | 47,1   | 22         | 52,9   | 24         |
| Sitzverteilung in der Stadtverordnetenversammlung 2021Insgesamt 39 Sitze - SPD: 5 - AL/GRÜNE: 13 - FDP: 3 - FW: 4 - CDU: 13 - AfD: 1 | AL/Grüne                          | Andere Liste / Die Grünen                   | 32,4   | 13         | 24,2   | 10         | 33,5   | 13         | 28,1   | 13         | 16,1   | 7          |
| Sitzverteilung in der Stadtverordnetenversammlung 2021Insgesamt 39 Sitze - SPD: 5 - AL/GRÜNE: 13 - FDP: 3 - FW: 4 - CDU: 13 - AfD: 1 | SPD                               | Sozialdemokratische Partei Deutschlands     | 12,8   | 5          | 15,9   | 6          | 15,6   | 6          | 17,1   | 8          | 25,8   | 12         |
| Sitzverteilung in der Stadtverordnetenversammlung 2021Insgesamt 39 Sitze - SPD: 5 - AL/GRÜNE: 13 - FDP: 3 - FW: 4 - CDU: 13 - AfD: 1 | FDP                               | Freie Demokratische Partei                  | 9,2    | 3          | 10,0   | 4          | 5,0    | 2          | 7,8    | 3          | 5,2    | 2          |
| Sitzverteilung in der Stadtverordnetenversammlung 2021Insgesamt 39 Sitze - SPD: 5 - AL/GRÜNE: 13 - FDP: 3 - FW: 4 - CDU: 13 - AfD: 1 | FWR                               | Freie Wähler Rödermark                      | 10,3   | 4          | 10,4   | 4          | 4,9    | 2          | —      | —          | —      | —          |
| Sitzverteilung in der Stadtverordnetenversammlung 2021Insgesamt 39 Sitze - SPD: 5 - AL/GRÜNE: 13 - FDP: 3 - FW: 4 - CDU: 13 - AfD: 1 | AfD                               | Alternative für Deutschland                 | 1,7    | 1          | –      | –          | –      | –          | —      | —          | —      | —          |
| Sitzverteilung in der Stadtverordnetenversammlung 2021Insgesamt 39 Sitze - SPD: 5 - AL/GRÜNE: 13 - FDP: 3 - FW: 4 - CDU: 13 - AfD: 1 | Gesamt                            | Gesamt                                      | 100    | 39         | 100    | 39         | 100    | 39         | 100    | 45         | 100    | 45         |
| Sitzverteilung in der Stadtverordnetenversammlung 2021Insgesamt 39 Sitze - SPD: 5 - AL/GRÜNE: 13 - FDP: 3 - FW: 4 - CDU: 13 - AfD: 1 | Wahlbeteiligung in %              | Wahlbeteiligung in %                        | 52,4   | 52,4       | 54,5   | 54,5       | 54,5   | 54,5       | 47,7   | 47,7       | 57,3   | 57,3       |

### Bürgermeister
Nach der hessischen Kommunalverfassung wird der Bürgermeister für eine sechsjährige Amtszeit gewählt, seit dem Jahr 1993 in einer Direktwahl, und ist Vorsitzender des Magistrats, dem in der Stadt Rödermark neben dem Bürgermeister hauptamtlich ein Erster Stadtrat und ehrenamtlich neun weitere Stadträte angehören. Bürgermeister ist seit dem 1. Juli 2019 Jörg Rotter (CDU), der bis dahin als Erster Stadtrat dem Magistrat angehörte und hauptamtlich ein Dezernat der Stadtverwaltung leitete. Sein Amtsvorgänger Roland Kern (Grüne) wollte die dritte Amtszeit aus Altersgründen im 72. Lebensjahr vorzeitig beenden und die Wahl des neuen Bürgermeisters musste vorgezogen werden. Jörg Rotter erhielt am 24. März 2019 im ersten Wahlgang bei 48,9 Prozent Wahlbeteiligung 55,6 Prozent der Stimmen. Am 26. Januar 2025 folgte die Wiederwahl des Bürgermeister Jörg Rotter mit 76,0 Prozent der Stimmen.
Amtszeiten der Bürgermeister
- 2019–2031 Jörg Rotter (CDU)[13]
- 2005–2019 Roland Kern (Grüne)
- 1993–2005 Alfons Maurer (CDU)
- 1982–1993 Walter Faust (CDU)
- 1977–1982 Karl Martin Rebel (CDU)

### Wappen und Flagge
Wappen

Blasonierung: „In Gold ein roter Sparren, darunter pfahlweise ein siebenblättriger strahlenförmig aufgerichteter Lindenzweig und ein rotes, sechsspeichiges Mainzer Rad.“
Das Wappen wurde der Gemeinde (seit 1980 Stadt) Rödermark im Landkreis Offenbach am 1. Februar 1978 durch den Hessischen Innenminister genehmigt. Gestaltet wurde es durch den Bad Nauheimer Heraldiker Heinz Ritt.
Der rote Sparren wurde aus dem Wappen der Gemeinde Ober-Roden übernommen und symbolisiert dessen historische Zugehörigkeit zur Grafschaft Hanau. Aus dem Wappen der Gemeinde Urberach wurde das Mainzer Rad übernommen und symbolisiert wiederum dessen Zugehörigkeit zum Kurfürstentum Mainz.
Der dazwischen liegende Lindenzweig symbolisiert die Rödermark. Die sieben Blätter stehen für die sieben Orte der Mark, die unter der Gerichtslinde in Ober-Roden Gericht hielten.
Flagge
Die Flagge wurde der Gemeinde gemeinsam mit dem Wappen am 1. Februar 1978 durch den Hessischen Innenminister genehmigt und wird wie folgt beschrieben:
„Zwischen zwei roten Randstreifen auf weißer Mittelbahn aufgelegt das Gemeindewappen.“

### Städtepartnerschaften
Rödermark und seine Stadtteile unterhalten mehrere Städtepartnerschaften:
| Stadt Rödermark |  | Bodajk     | Ungarn     | seit 1992 |
| Stadt Rödermark |  | Pleśna     | Polen      | seit 2022 |
| Ober-Roden      |  | Saalfelden | Österreich | seit 1976 |
| Urberach        |  | Tramin     | Italien    | seit 1975 |

Im Jahre 1975 ging Urberach mit der Gemeinde Tramin in Südtirol/Italien eine Partnerschaft ein. Ein Jahr später verschwisterten sich die Gemeinden Saalfelden in Österreich und Ober-Roden. Rödermark beschloss dann 1992 eine Partnerschaft mit der Gemeinde Bodajk in Ungarn und 2022 eine Verschwisterung mit der Gemeinde Pleśna in Polen.

## Kultur und Sehenswürdigkeiten

### Theater

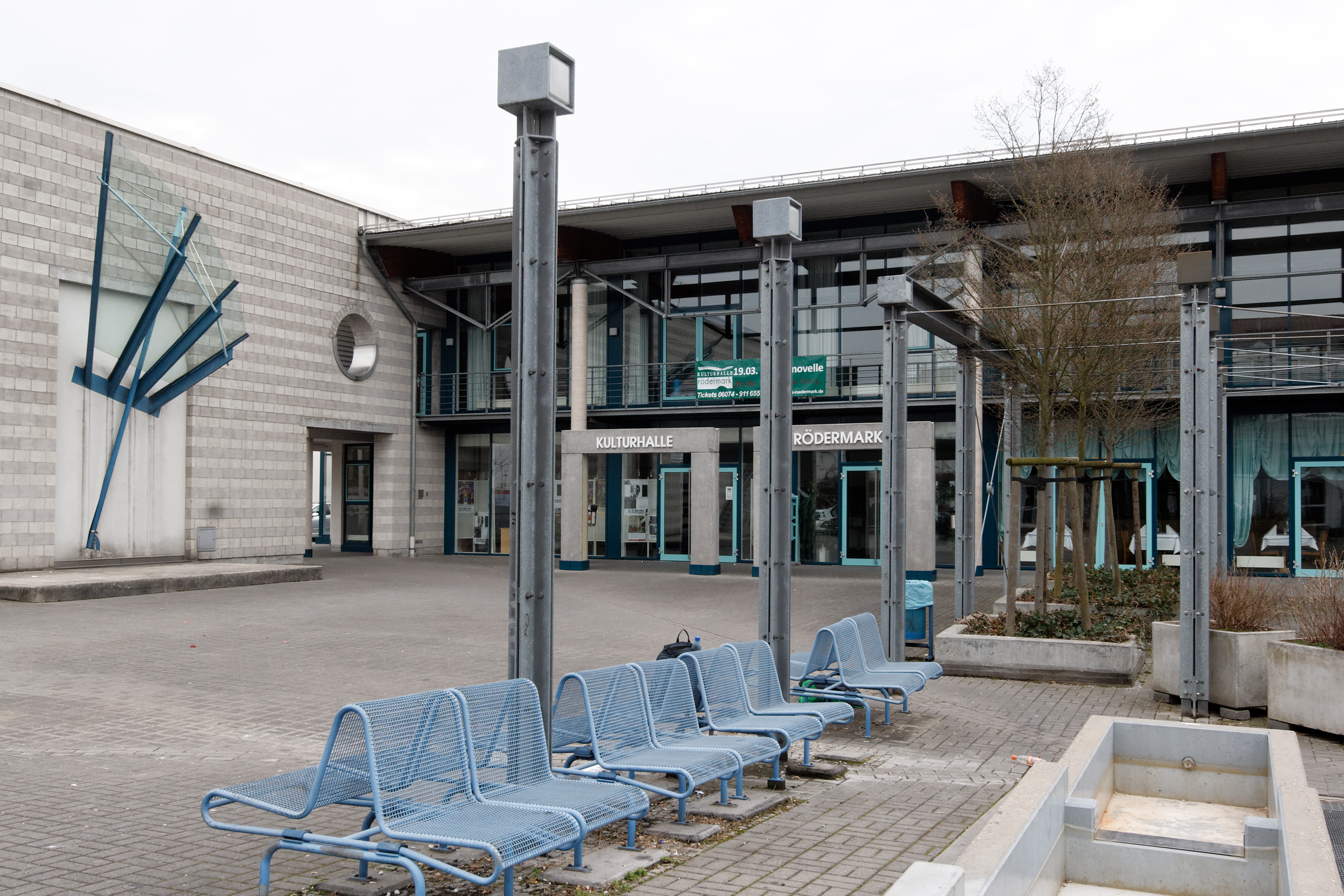
Eingang zur Kulturhalle Rödermark

Das Alternative Zentrum Rödermark e. V. wurde 1979 gegründet. Ziel war zunächst die Gründung eines „alternativen“ Jugendzentrums, als Reaktion auf die damals unzureichende Jugendpolitik der Stadt. Auf bis zu 35 Veranstaltungen im Jahr wuchs das Programm des AZ an, stilistisch vielfältig mit Avantgarde und Weltmusik neben Folk, Jazz und Rock. Kabarett und Kleinkunst wurden vertreten von „Badesalz“ und dem „Vorläufigen Frankfurter Fronttheater“. Weitere Highlights der ersten zehn Jahre waren: „Die 3 Tornados“, Gerd Dudenhöffer, Gerhard Polt, Stephan Wald, „Die kleine Tierschau“, Hanns Dieter Hüsch, Hans-Joachim Kulenkampff, Bruno Jonas und Gardi Hutter. Hinzu kamen Künstler aus aller Welt. Immer häufiger war das AZ zu Gast in Schulen, Vereinsheimen, in der Mehrzweckhalle (später Kulturhalle) oder in den Evangelischen Gemeindehäusern. Das AZ ist Gründungsmitglied der Landesarbeitsgemeinschaft der Kulturinitiativen und soziokulturellen Zentren in Hessen e. V.
In der 1995 eröffneten Kulturhalle im Stadtteil Ober-Roden mit 720 Sitzplätzen finden Theatervorstellungen, Konzerte und andere Veranstaltungen statt.
Von 2004 bis 2023 bespielten die Schauspieler Friederike und Oliver Nedelmann ihr Wohnzimmertheater in der ehemaligen Villa der Geschäftsleitung der Firma Telefonbau und Normalzeit (T&N) im Stadtteil Urberach. Seit 2023 finden die Aufführungen in kürzerer Form unter neuer Adresse in ihrer Küchenbühne statt.
Als Kulturträger ist neben vielen anderen Kulturvereinen der Musikverein Viktoria 08 Ober-Roden erwähnenswert.

### Museen
Das Töpfermuseum im Stadtteil Urberach stellt die Heimatgeschichte und die Tradition des Töpferhandwerks dar. Bei seiner Einweihung 1984 war es das einzige Töpfermuseum in Hessen. Der Heimat- und Geschichtsverein Rödermark betreibt das Museum ehrenamtlich. Es ist einmal im Monat geöffnet. In der Töpferwerkstatt des Museums finden regelmäßig Töpferkurse statt. In einem der Ausstellungsräume finden standesamtliche Trauungen statt.
Der Regionalpark Rhein-Main hat eine Station auf der Anhöhe Bulau bei Urberach. Dort stellt eine Skulpturengruppe einen keltischen Begräbniszug dar.
Seit 2024 gibt es die privaten virtuellen Heimat-Museen „Buntes Urberach“ und „Buntes Ober-Roden“.

### Kirchen
Besonders markant und weithin sichtbar ist die neugotische katholische Pfarrkirche St. Nazarius mit ihrem Glockenturm von 52,7 Metern Höhe. Erbaut in den Jahren 1894 bis 1896 unter Pfarrer Dockendorff, prägt sie seitdem die Silhouette Ober-Rodens. Im Volksmund trägt sie auch (aufgrund ihrer für eine Ortschaft wie Ober-Roden beeindruckenden Größe) den Namen Rodgau-Dom. Sie gilt als Wahrzeichen Ober-Rodens.
Die 1821 erbaute katholische Pfarrkirche St. Gallus prägt das Ortsbild der Urberacher Ortsmitte. Sie ist ein charakteristisches Gebäude und Wahrzeichen Urberachs.
Neben den beiden ortsbildprägenden katholischen Kirchen gibt es in Ober-Roden und Urberach abseits der Ortskerne auch zwei evangelische Kirchen: die in den 1920er-Jahren in Ober-Roden errichtete Gustav-Adolf-Kirche sowie die in den 1950er-Jahren in Urberach erbaute Petruskirche.

## Wirtschaft und Infrastruktur

### Verkehr
Durch die Bundesstraße 45 ist Rödermark an das überregionale Straßennetz angeschlossen.
Rödermark verfügt über zwei Bahnhöfe. Der Bahnhof Rödermark-Ober-Roden bildet einen lokalen Eisenbahnknotenpunkt. Er verbindet die S-Bahn-Linie S1 (Rodgaubahn) mit der Dreieichbahn. Mehrere regionale Buslinien fahren ebenfalls den Bahnhof Ober-Roden an. Zudem ist er an das Frankfurter Nachtbusnetz angeschlossen. Der Bahnhof Rödermark-Urberach wird von der Dreieichbahn sowie zwei Buslinien bedient.
Die Stadtbuslinien OF-45 und OF-46 dienen überwiegend als Schulbus, können aber auch von der Öffentlichkeit genutzt werden.
Für Flugreisende stehen der Flughafen Frankfurt Main und der Verkehrslandeplatz Egelsbach zur Verfügung.

### Öffentliche Einrichtungen
Das InnovationsCentrum Rödermark berät Unternehmensgründer und betreibt Wirtschaftsförderung für die Stadt Rödermark.
Im Stadtteil Ober-Roden befindet sich eine Stützpunktfeuerwehr (Stützpunkt Kreis Offenbach Mitte), die auch für die Nachbarstädte zuständig ist.

### Bildung
Rödermark hat zwei Grundschulen in Ober-Roden und Urberach, eine Förderschule und eine integrierte Gesamtschule mit gymnasialer Oberstufe, die Oswald-von-Nell-Breuning-Schule. Die Gesamtschule ist eine Europaschule.
Die Berufsakademie Rhein-Main bietet Studiengänge in Wirtschaft und Wirtschaftsinformatik an.
Die Musikschule Rödermark hat mehr als 600 Schüler aller Altersgruppen. Die 1992 gegründete Musikschule wird von einem eingetragenen Verein getragen.
Die Volkshochschule Rödermark ist eine Außenstelle der Volkshochschule des Kreises Offenbach (mit Sitz in Dreieich). Ihr Büro und die meisten Unterrichtsräume befinden sich in Ober-Roden.

### Unternehmen
Die Wirtschaft der Stadt Rödermark ist mittelständisch geprägt. Neben Einzelhandel und Handwerk sind auch einige größere Firmen ansässig.
Das japanische Unternehmen Sigma, ein Hersteller von Digitalkameras, Objektiven und Blitzgeräten, hat seine Deutschland-Niederlassung in Ober-Roden.
Die Ceotronics AG entwickelt, produziert und vertreibt Funksysteme zur Übertragung von Sprache und Video unter schwierigen Umgebungsbedingungen. Die Unternehmensgruppe hat ihre Zentrale in Rödermark.
Zeppelin Systems GmbH ist spezialisiert auf die Entwicklung und Fertigung von Komponenten und Anlagen für den Lebensmittelbereich mit Schwerpunkt Backindustrie. Die Zeppelin Systems GmbH gehört zum Zeppelin-Konzern mit Sitz in Garching bei München. Das Unternehmen ist seit 1959 in Rödermark ansässig und lief bis 2009 unter Reimelt GmbH, bis die Zeppelin-Gruppe das inhabergeführte Unternehmen übernommen hat.
Die Videor E. Hartig GmbH vertreibt professionelle Videotechnik. Das Unternehmen wurde 1975 gegründet. 140 Mitarbeiter erwirtschafteten im Geschäftsjahr 2008/2009 einen Umsatz von 63 Millionen Euro. Die Videor Art Foundation sammelt experimentelle Medienkunst und stellt sie seit 2008 aus.
Öle für die Metallbearbeitung produziert die MKU Chemie Mineraloel GmbH seit 1956. Das Unternehmen unterhält Niederlassungen in Frankreich, Tschechien und China.
Die Köhl GmbH stellt Sitzmöbel fürs Büro her. Das Unternehmen wurde 1976 gegründet. Die 1979 errichtete Fabrik wurde in den Jahren 1985, 1991 und 2007 erweitert und umgebaut. Bereits als junges Unternehmen erhielt Köhl 1980 einen Großauftrag über 17.865 Bürodrehstühle für die Oberfinanzdirektion Nordrhein-Westfalen.

### Naturschutz

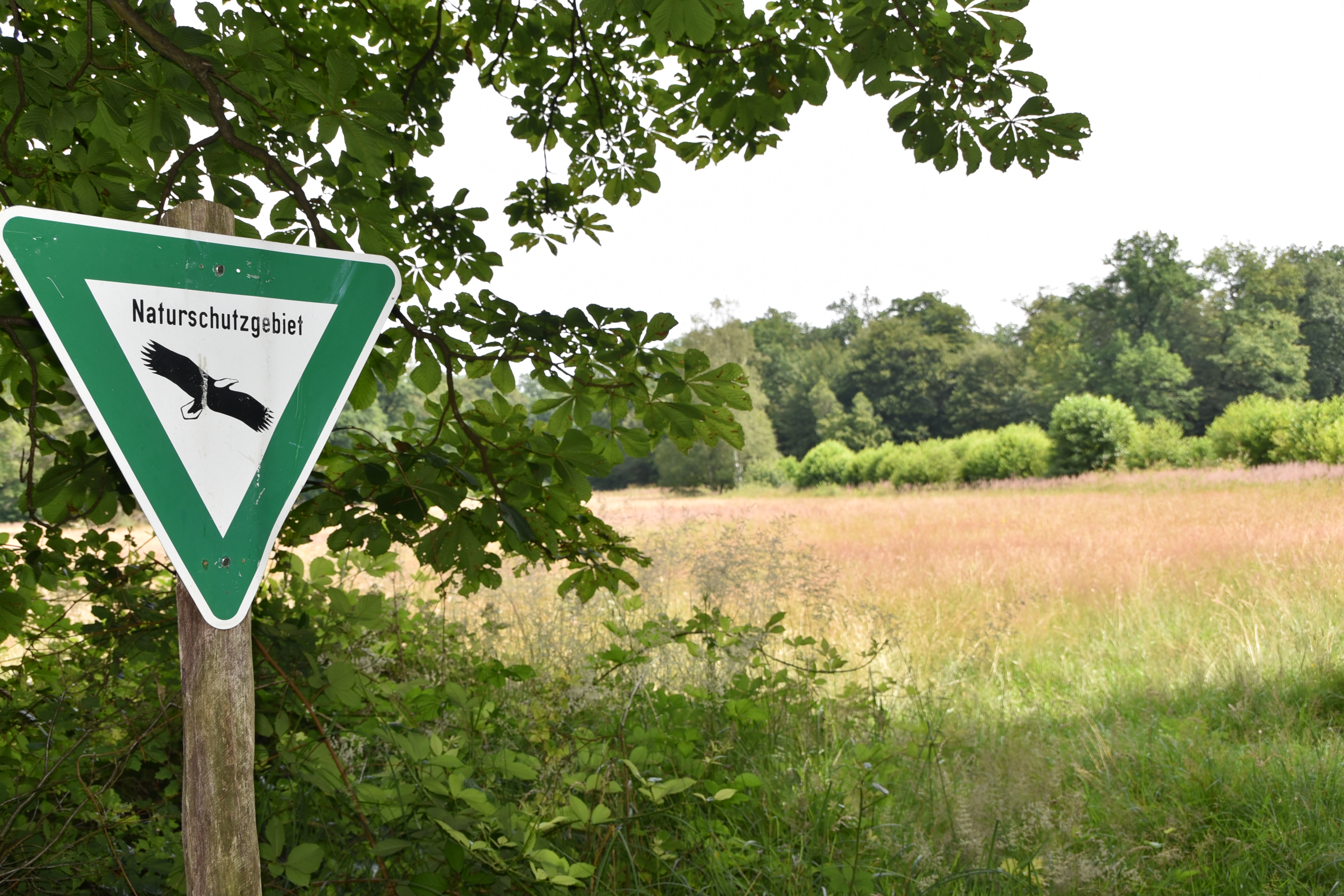
NSG Erlenwiesen bei Ober-Roden

Das Naturschutzgebiet Erlenwiesen bei Ober-Roden (NSG-Kennung 1438027) liegt südlich von Ober-Roden, einem Stadtteil von Rödermark. Es umfasst einen etwa 14,36 Hektar großen Wald- und Wiesenbestand, der sich im Stadtgebiet von Rödermark befindet.
Zweck der Unterschutzstellung ist es, im Naturraum Messeler Hügelland typische Laubwald-, Röhricht- und Großseggengesellschaften sowie Feuchtwiesen und Bachuferfluren zu erhalten und zu entwickeln. Der Schutz gilt insbesondere dem von Eichen dominierten Hainsimsen-Buchenwald, dem Schwarzerlen-Eschen-Auenwald, dem Ufergehölzsaum, den landschaftsprägenden Einzelbäumen und Baumgruppen, den Großröhrichten, den Großseggenrieden, den Braunseggen-Sümpfen sowie den Pfeifengraswiesen und den mit diesen verbundenen Flutrasen-Gesellschaften.

## Sonstiges
Am 28. Juni 1980 verlief die 2. Etappe der Tour de France 1980 (Radrennen) durch Rödermark. Jene Etappe war in Frankfurt am Main gestartet und verlief über 276 km bis nach Metz.
Im Jahre 1999 ereigneten sich in Rödermark-Ober-Roden, im Abstand von nur rund fünf Wochen, unabhängig voneinander zwei Mordfälle, bei denen drei Menschen getötet wurden. Insbesondere der erste Mord war hinterhältig und bestialisch ausgeführt worden. Der Täter war in das Haus eines Ehepaares eingedrungen und tötete den Ehemann im Keller. Danach wartete er offenbar absichtlich noch viele Stunden lang im Haus ab, bis die Ehefrau (von Beruf Gynäkologin) nach Hause kam, um diese ebenfalls umzubringen. Der Täter nahm den Computer und Brillen mit, ließ aber Wertgegenstände liegen. Der Fall war Gegenstand eines Filmbeitrags in der TV-Sendung Aktenzeichen XY ungelöst. Der Fall ist bis heute ungeklärt. Im zweiten Fall war ein 23-Jähriger von einem Kosovo-Albaner erstochen worden, weil der Täter in einer Gaststätte in stark alkoholisiertem Zustand über die Beine des Opfers gestolpert war, was der Täter als Beleidigung betrachtete.
Die ehemalige Eissporthalle Rödermark war die erste Eissporthalle im Rhein-Main-Gebiet. Diese wurde ab 1992 in die Großraumdiskothek Paramount Park umgebaut, die mit einer Gesamtgröße von 3200 Quadratmetern zu den größten und bekanntesten Diskotheken Deutschlands gehörte. Am zweiten Weihnachtstag 2006 brach gegen 22 Uhr ein Großbrand im hinteren Teil der Halle aus. Trotz sofortigem Einsatz der Feuerwehr war der hintere Teil der Halle nicht mehr zu retten. Dieser Teil der Halle wurde in den Wochen nach dem Brand vollständig abgetragen.
Die Kunstfigur wumboR® wurde zum 30-jährigen Bestehen der Stadt Rödermark im Jahr 2007 von den Künstlern Sylvia Baumer und Manfred Blößer erschaffen. Der Name symbolisiert die fünf Stadtteile (Waldacker, Urberach, Messenhausen, Bulau, Ober-Roden) mit großem „R“ für Rödermark am Ende. wumboR® ist Namensgeber eines jährlichen Stadtlaufs im Frühjahr, der durch alle fünf Stadtteile führt. Außerdem radelt er auf einem Radrundweg um die Stadt.
Es besteht eine traditionelle Rivalität zwischen den Stadtteilen Ober-Roden und Urberach, die karnevalistisch immer wieder aufgegriffen wird, z. B. bei Büttenreden und Faschingsumzügen. Die Rivalität ist im Prinzip vergleichbar mit dem sogenannten AKK-Konflikt zwischen Mainz und Wiesbaden.

## Persönlichkeiten

### Ehrenbürger
- Aloys Georg Rink (genannt: Ludwig) (1881–1971), Kommunalpolitiker (SPD) und Landtagsabgeordneter[33]
- Nikolaus Schwarzkopf (1884–1962), Schriftsteller und Georg-Büchner-Preisträger
- Johann Bernard Heitkämper (1895–1967), Pfarrer in Ober-Roden von 1936 bis 1966.

### Söhne und Töchter der Stadt
- Roland Kern (* 1947), Politiker (Die Grünen) und ehemaliger Vizepräsident des Hessischen Landtags
- Werner Gross (* 1949), Psychologe, Unternehmensberater und Autor
- Egon Schallmayer (* 1951), provinzialrömischer Archäologe
- Wolfgang Steiger (* 1964), Politiker (CDU) und 1999–2002 Bundestagsabgeordneter
- Andreas Schmidt (* 1976), Musikproduzent

### Persönlichkeiten, die in Rödermark gewohnt oder gewirkt haben
- Rudolf Rolfs (1920–2004), deutscher Satiriker, Schriftsteller und Theaterleiter, wohnte in den 1980er und 1990er Jahren in Waldacker
- Jean Darling (1922–2015), Schauspielerin, verbrachte ihre letzten Lebensjahre in einem Pflegeheim in Ober-Roden
- Peter Kunter (1941–2024), Fußballtorwart von Eintracht Frankfurt; wohnte in Rödermark und hatte von ca. 1974 bis 2005 eine Zahnarztpraxis in Urberach
- Bernd Spier (1944–2017), Schlagersänger, wohnte bis 2005 in Waldacker
- Werner Lorant (1948–2025), Fußballspieler von Eintracht Frankfurt und Fußballtrainer, wohnte von 1979 bis 1982 in Ober-Roden
- Henni Nachtsheim (* 1957), Ex-Mitglied der Rodgau Monotones und heute Mitglied des Comedy-Duos Badesalz
- Kristina Bach (* 1962), Schlagersängerin, lebte in den 1990er Jahren in Urberach
- Patricia Lips (* 1963), Politikerin (CDU), Bundestagsabgeordnete seit 2002
- Jörg Schindler (* 1968), deutscher Journalist, seit 2012 für Der Spiegel als Redakteur tätig, aufgewachsen in Urberach
- Laura Di Salvo (* 1973), Journalistin und hr-Fernsehmoderatorin
- Roderich Reifenrath (* 1974), Journalist, ehemaliger Chefredakteur der Frankfurter Rundschau, Theodor-Wolff Preisträger
- Marc Behrenbeck (* 1982), Journalist und Sky-Fernsehmoderator, aufgewachsen in Ober-Roden
- Gina-Lisa Lohfink (* 1986), Model, Moderatorin und Schauspielerin, wohnt in Ober-Roden
- Fabian Bäcker (* 1990), ehemaliger Fußballspieler, spielte für Germania Ober-Roden
- Jannik Sommer (* 1991), Fußballspieler beim FSV Frankfurt, spielte für die TS Ober-Roden
- Sem Eisinger (* 1994), Sänger und Gewinner der 20. Staffel von Deutschland sucht den Superstar, aufgewachsen in Ober-Roden
- Serkan Firat (* 1994), Fußballspieler bei Kickers Offenbach, spielte für die TG Ober-Roden